# Papyrus Léopold II
Le papyrus Léopold II (à l'origine papyrus Amherst VI) est un document judiciaire datant de l'an 16 de du règne de Ramsès IX rédigé en hiératique et traitant des pillages de tombes. Il contient les confessions de huit hommes, pilleurs de tombes qui s'étaient introduits dans la tombe de Sekhemrê-Shedtaouy Sobekemsaf, ainsi qu'une description de la reconstitution du crime. Il met en lumière les pratiques suivies dans les tribunaux de l'Égypte ancienne : obtenir des aveux en « frappant avec une double verge, en frappant les pieds et les mains », en reconstituant le crime sur place et en emprisonnant les suspects dans la guérite d'un temple. Le document reste un document important pour comprendre l'importance de l'enterrement et de l'au-delà dans l'Égypte ancienne ainsi que les pratiques criminelles et punitives en Égypte pendant la XXe dynastie. Il permet également de reconstituer le contenu d'une tombe royale de la VIIe dynastie, dont peu de traces archéologiques funéraires ont subsisté.

## Contexte historique

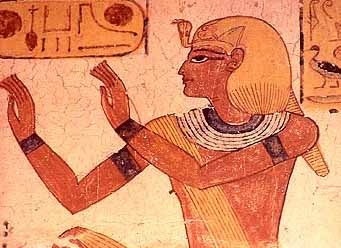
Ramsès IX.

Le pillage des tombes décrit dans le document d'Amherst-Leopold II se produit pendant la XXe dynastie et « dans un contexte de troubles économiques et de désunion nationale naissante ». C'est une période difficile pour l'Égypte et qui n'est certainement pas prospère. Le royaume n'est plus en mesure de contrôler ses territoires conquis à l'étranger et est en train de les perdre petit à petit. Dans le même temps, des puissances étrangères comme la Libye, organisent des raids dans les territoires égyptiens. Durant cette période, les dirigeants régionaux, les dignitaires étrangers et les représentants administratifs gagnent de plus en plus de pouvoir, alors que les pharaons tentent de contrôler l'ordre civil. L'ordre civil et le pouvoir administratif sont au plus bas, tandis que les conditions économiques se détériorent en raison de l'inflation : « à la fin de la XXe dynastie, une période pour laquelle nous disposons d'une multitude de preuves documentaires sur le pillage des tombes, la pratique était clairement encouragée par des facteurs économiques,. »  Ainsi, le pillage des tombes est devenu un moyen lucratif et plus attrayant de s'enrichir pendant une période de faiblesse du pouvoir. « Les sépultures intactes sont souvent de très mauvaise qualité, les pillards de l'Antiquité sachant bien qu'elles ne méritaient pas la peine d'être examinées. » 
Le pillage des tombes était une pratique courante dans le monde antique, et était particulièrement courant en Égypte : « c'est un triste fait que la grande majorité des tombes égyptiennes antiques ont été pillées dans l'Antiquités. »  Des efforts ont été faits dans le passé pour décourager les pilleurs de tombes, mais cela n'a servi qu'à accroître leur ingéniosité et leur savoir-faire. Au début, les cercueils eux-mêmes étaient plus difficiles à ouvrir, et passaient du bois à la pierre, tandis que les entrées étaient scellées de manière à les rendre difficilement accessibles aux voleurs. Des chambres funéraires secrètes étaient alors utilisées pour cacher les corps. Malgré toutes les mesures prises pour arrêter les pilleurs, l'attrait des trésors potentiels pendant les temps difficiles peut être considéré comme ayant conduit à des vols tels que ceux décrits dans le papyrus Amherst-Léopold IIs.

## Contenu

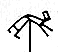
Le symbole de l'empalement.

Le contenu réel du papyrus concerne les aveux des auteurs sur le crime commis ainsi que la punition qui leur a été infligée. Amenpnufer est présenté comme le principal acteur du vol, et lors de son procès, il est précisé que la quantité d'or trouvée dans la pyramide s'élevait à 32 livres. Le vol ne se limite pas à Sobekemsaf : « nous avons aussi trouvé l'épouse royale et avons rassemblé tout ce que nous avons trouvé sur elle. Nous avons pris des objets d'or, d'argent, de bronze et les avons partagés entre nous. »
Les aveux des pilleurs ont été obtenus sous la torture. La culpabilité des accusés pourrait être remise en doute, mais la description détaillée du contenu de la tombe donnée par eux est un élément à charge: « Nous avons dépouillé l'or que nous avons trouvé sur l'auguste momie de ce dieu, ainsi que ses amulettes et ornements qui étaient à sa gorge, et les couvertures dans lesquelles elle reposait. »  La peine donnée est sévère : l'empalement, une punition utilisée pour les crimes les plus graves.

## Histoire moderne du papyrus

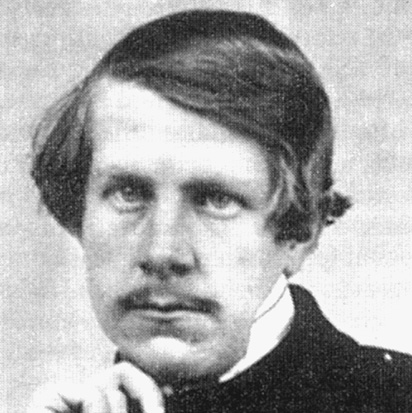
Lord Amherst de Hackney.

Le papyrus Amherst-Leopold II est divisé en deux moitiés : la moitié inférieure du papyrus a été achetée en Égypte par Lord Amherst de Hackney en 1874 et vendue à John Pierpont Morgan en 1913. Il est depuis conservé au Morgan Library Museum de New York.
En 1935, la partie supérieure manquante fut retrouvée par l'égyptologue belge Jean Capart aux Musées Royaux d'Art et d'Histoire de Bruxelles, et reçut le nom de papyrus Léopold II . Ce fragment avait été caché à l'intérieur d'une statuette en bois qui avait été acquise par le futur roi des Belges Léopold II lors d'une de ses visites en Égypte en 1854 ou 1862. La moitié de papyrus est toujours conservée au musée bruxellois où est est exposée dans la section égyptienne. En 2023, elle figure parmi les artefacts rassemblés dans l'exposition Expéditions d'Égypte.
Les efforts de coordination de la documentation et de la compréhension du papyrus Amherst-Léopold ont été difficiles, contrairement à des documents similaires tels que le papyrus Abbott.

## Importance historique
Le papyrus Amherst-Léopold est d'une grande importance pour aider à comprendre la culture de l'Égypte antique « et nous donne plus de détails que nous n'aurions jamais pu en récupérer à partir de preuves purement archéologiques. »  Le document montre la prévalence du pillage des tombes dans l'Égypte antique et les récompenses qu'il offrait, et démontre pourquoi cet acte était accomplis alors qu'il était difficile et dangereux de piller une tombe.
Les châtiments infligés pour le crime lui-même peuvent également être considérés comme importants ; la sévérité de l'empalement montre que le pillage des tombes était pris très au sérieux. Cela suggère que les autorités voulaient soit empêcher de futurs vols en infligeant des peines aussi sévères et dissuader les futurs pilleurs de tombes (même si cela n'avait pas dissuadé ceux du passé), soit cela pourrait montrer l'importance de la mort et de l'au-delà dans l'Égypte ancienne.
Les actes de pillage de tombes, comme le fait de confisquer des cadeaux funéraires et de détruire des cercueils ou même des corps des défunts, étaient considérés comme mettant en danger leur passage dans l'au-delà et pouvaient être la raison du recours à une punition aussi violente et douloureuse. Ce que nous savons avec certitude, c'est que cette source offre un aperçu intéressant de la culture et de l'administration égyptiennes, nous donnant une idée de la vie et des pratiques des anciens Égyptiens.